# ラロホヌア
ラロホヌア（英語: Lalo-Honua）はハワイ語で「地球の下」を意味し、ハワイ神話に現れた最初の女性の人間であった。
彼女はクムホヌアの体の側部から作られ、彼と結婚した。 夫婦はカーネから庭園を与えられ、特定の果物を食べることを禁じられた。
この物語は全体的または部分的に、キリスト教化されている可能性がある。
金星のコロナ地形（円形状の地形）のひとつが、「ラロホヌア」と名付けられている。

## 参照項目
- ハワイ神話